# BASE-hoppning

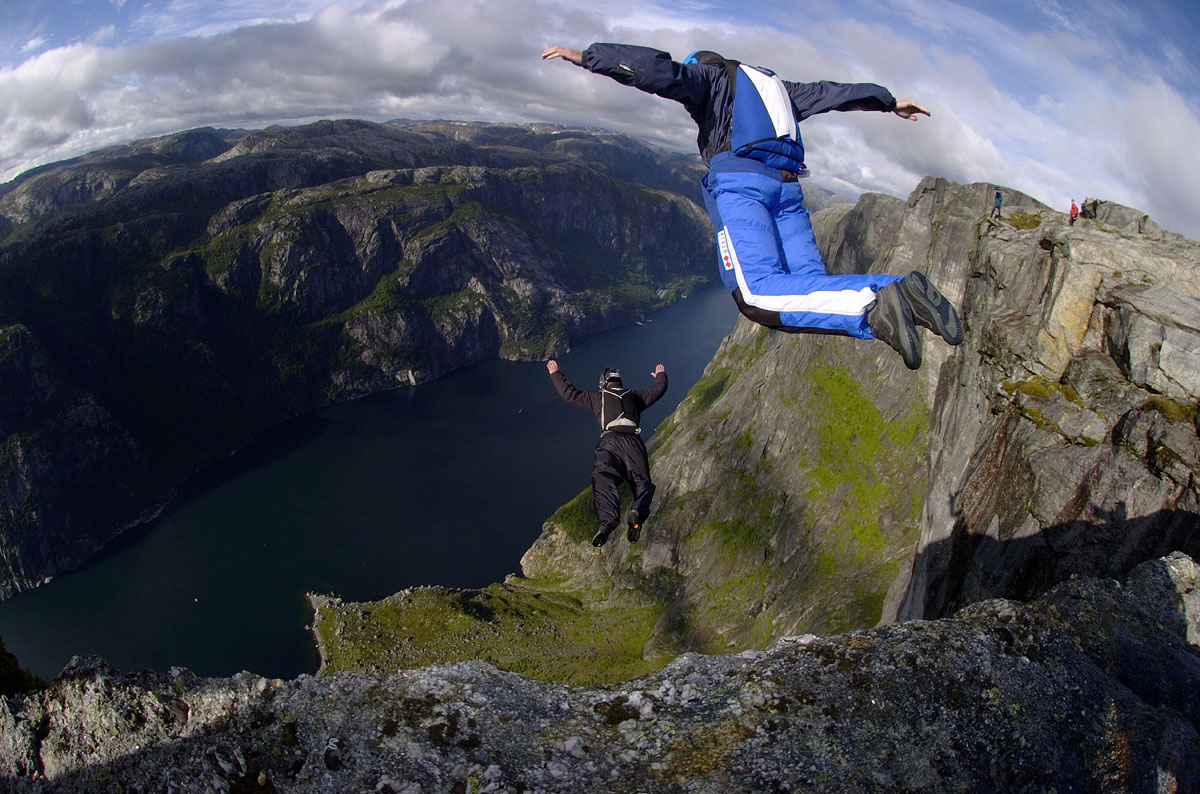
Hopp från Preikestolen vid Lysefjorden i Norge.

BASE-hoppning, även kallad BASE jumping, innebär att hoppa från ett fast objekt utrustad med fallskärm och eventuellt även ”wingsuit”. BASE-hoppning räknas som en av de farligaste extremsporterna. Ordet är en akronym för Building (byggnad) Antenna (antenn eller mast) Span (brospann) Earth (naturlig höjd eller klippa).

## Historik
Italienaren Fausto Veranzio anses ha gjort ett fallskärmshopp från Sankt Markus-kyrkans kampanil i Venedig vid slutet av 1500-talet. Det kan ha varit det första ”BASE-hoppet”, men fallskärmshoppning från byggnader och klippor som sport är av senare datum, 1960-talet. På 1970-talet utvecklades sporten i Norge och USA. Amerikanen Carl Boenish myntade 1981 begreppet BASE jumping. Det har sedan dess skett stora förändringar av fallskärmar och sätt att hoppa och i synnerhet efter år 2000 har sporten blivit allt populärare. Samtidigt har antalet olyckor blivit vanligare och många haverier har slutat med döden. Det första kända dödsfallet registrerades 1981. Boenish avled efter ett hopp från norska Trollväggen 1984.

## Utrustning

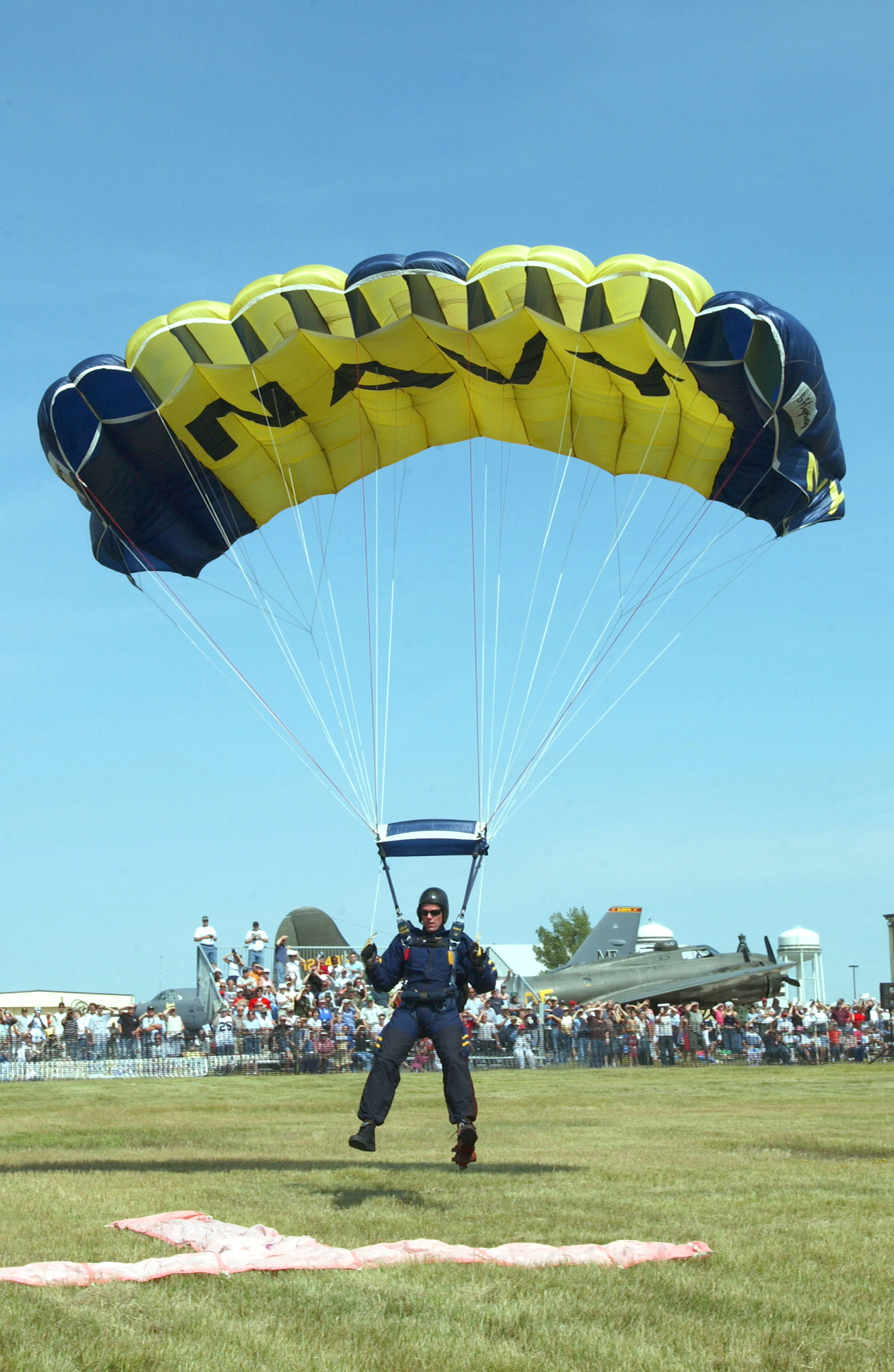
Sportfallskärm.

Vid BASE-hoppning används en sportfallskärm, i modern tid en speciell sportfallskärm anpassad till just BASE-hoppning. Det är en rektangulär ”ram-air”-fallskärm, som har högre styrbarhet än en cirkulär. Den är uppbyggd av celler som fylls med luft genom skärmens fart genom luften. Fallskärmen är vanligen något större än den som används vid hopp från flygplan och kan också ha andra anpassningar. I botten av cellerna finns ofta lufthål som hjälper skärmen att utvecklas snabbt. Till skillnad från en vanlig fallskärmshoppare har BASE-hopparen oftast ingen reservskärm (även om det finns system med två skärmar). Om skärmen inte utlöses korrekt finns det sällan tid eller tillräcklig höjd att försöka med en reserv. 
Förutom en lätt hjälm och skyddsglasögon kan hopparen också använda skydd för rygg, axlar, bröstkorg, knän mm. Nackdelen med dessa är att de minskar hopparens rörlighet.

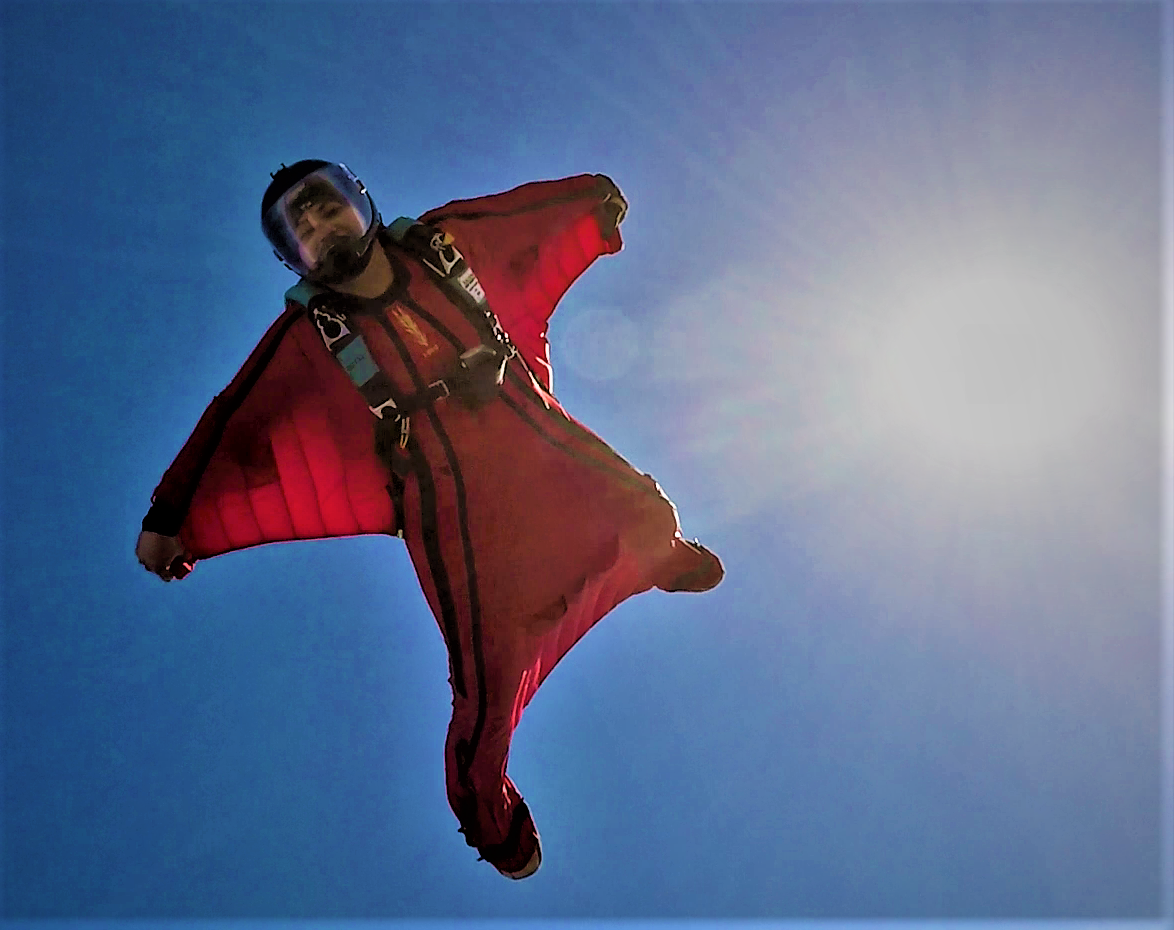
Wingsuit.

Det har blivit vanligt att använda en ”wingsuit” eller vingoverall. Det är en dräkt med flikar mellan armarna och kroppen samt mellan benen. Dräkten gör att hopparen kan glidflyga en lång sträcka innan hen utlöser fallskärmen.

## Utövare
BASE-hopparen är vanligen en man i 30-40-årsåldern, även om många kvinnor också hoppar. Utövarna har vanligen tidigare erfarenhet från vanliga fallskärmshopp; det brukar rekommenderas att man gjort minst 200 hopp innan man börjar med BASE. Fallskärmsklubbar tar dock ofta avstånd från BASE-hoppning på grund av de stora riskerna. Det ordnas utbildningar i sporten, men det vanliga är att man lär sig genom att följa med mentorer och bli en i ett hopp-team.
BASE-hopparen anses söka adrenalinkicken utan att vara lättsinnig och impulsiv. Vidare anses det att utövarna vill testa gränser, men att de också är säkerhetsmedvetna och förbereder sina hopp noga. Personlighetsbedömningar av hoppare har gett vid handen att de söker utmaningar och är riskbenägna.

## Platser
I Europa blev Trollväggen i Norge tidigt populärt bland BASE-hoppare. Efter en serie olyckor med dödlig utgång förbjöds hoppning därifrån 1986, men det har även senare förekommit hoppning och dödsolyckor där. Kjerag vid Lysefjorden är mycket frekventerad av BASE-hoppare, men även där har det skett många dödsolyckor. Hopp från klippor är också mycket vanliga i schweiziska och franska Alperna.
Hopp från byggnader och master förekommer på många platser i Europa. I Sverige har man bland annat hoppat från Älvsborgsbron och Karlatornet i Göteborg, Kaknästornet och DN-skrapan i Stockholm och Turning Torso i Malmö.
Populära områden i USA är Moab i Utah och Twin Falls i Idaho.

## Risker
BASE jumping räknas som en av världens farligaste sporter. Allvarliga olyckor är vanliga och mer än 300 hoppare omkom under perioden 2000-2020. Enligt en uträkning resulterar 1 av 2 317 hopp i att hopparen avlider. Vid hopp från flygplan sker 1 dödsfall per 100 000 hopp. (Westman m.fl. anger något lägre dödlighet.) Vissa risker är gemensamma för olika uthoppsplatser. Liksom vid fallskärmshopp händer det att skärmen inte utvecklas ordentligt eller utvecklas åt fel håll (”off-heading” i stället för ”on-heading”), men BASE-hopparen har oftast ingen reservskärm. Turbulens och kastvindar kan överraska. Andra risker är platsspecifika:
- Byggnader: Kollision mot byggnaden ; små trånga landningsplatser.
- Master: Kollision med staglina.
- Bro: Drunkning.
- Klippor: Kollision med uthoppsklippan.

Det finns en utvecklad säkerhetskultur bland hopparna. Man rekognoscerar platsen, tar del av väderprognoser, kontrollerar och anpassar utrustningen efter förhållandena. Samtidigt söker många att testa gränser och att utmana sig själva med luftakrobatik, formationsflygning och ”terrain proximity flight”, alltså att glidflyga nära en klippa. Dessa moment gör då riskerna större.
Trots riskerna fortsätter sporten att växa snabbt, liksom antalet skador och dödsfall. Det har blivit allt vanligare att använda wingsuit. Hopp med wingsuit är nu (2020) inblandade i en majoritet av dödsolyckorna. En uppskattning säger att en hoppare löper 10% risk att avlida under karriären. BASE Fatality List registrerar omständigheterna kring dödsolyckor vid BASE-hopp, fler än 400 från 1981 till april 2021.

## Källor

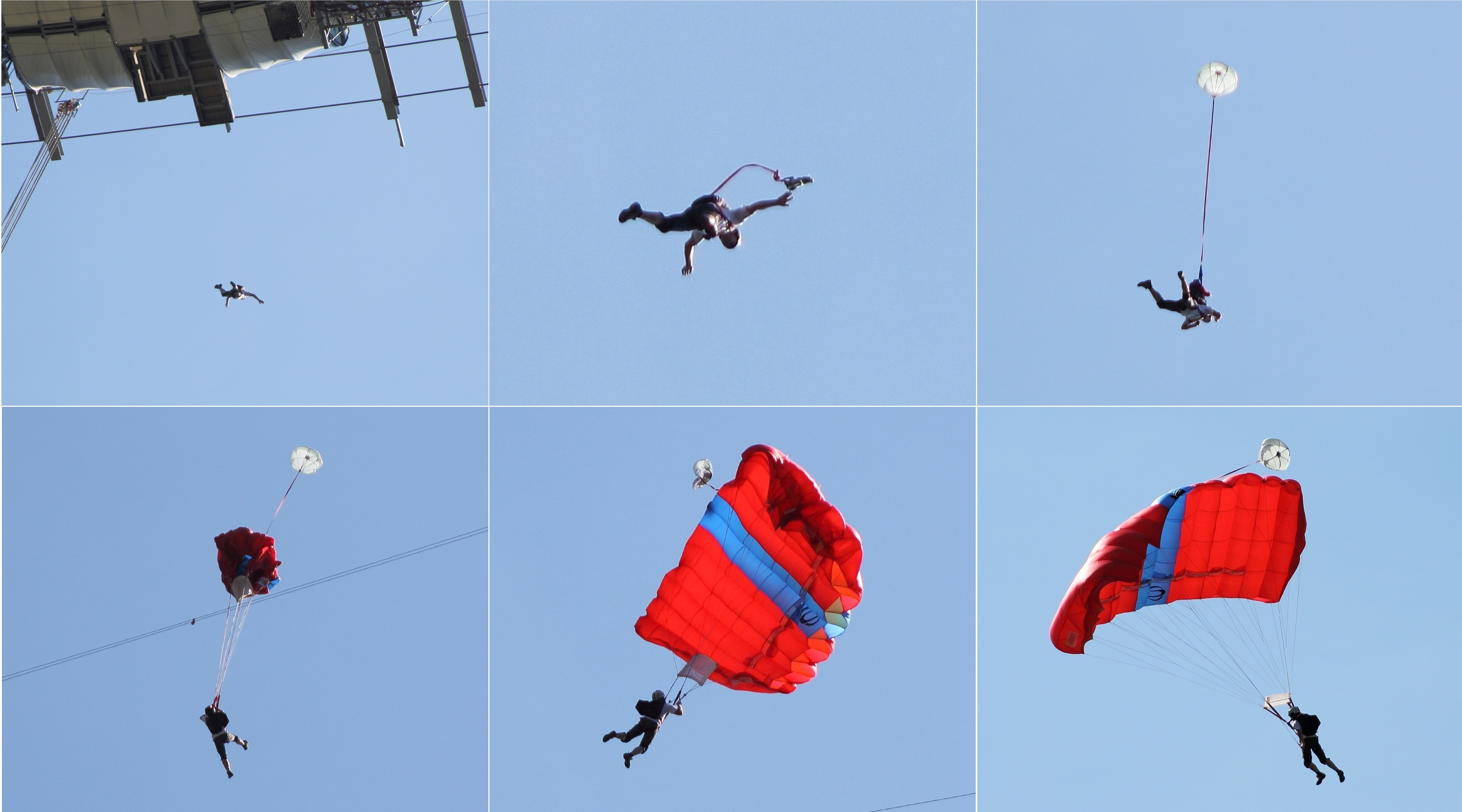
Hopp från byggnad i Sotji i Ryssland.